# Ried im Traunkreis
Ried im Traunkreis – gmina w Austrii, w kraju związkowym Górna Austria, w powiecie Kirchdorf an der Krems. Liczy 2659 mieszkańców.